# ديفيد زاسلاف
ديفيد زاسلاف (بالإنجليزية: David Zaslav؛ مواليد 15 يناير 1960) هو مسؤول تنفيذي إعلامي أمريكي وهو الرئيس التنفيذي الحالي ورئيس شركة وارنر برذرز. ديسكفري.